# Sabellaria longispina
Sabellaria longispina är en ringmaskart som beskrevs av Grube 1848. Sabellaria longispina ingår i släktet Sabellaria och familjen Sabellariidae. Inga underarter finns listade i Catalogue of Life.